# 결성 김씨
결성 김씨(結城金氏)는 충청남도 홍성군 결성면을 본관으로 하는 한국의 성씨이다.
시조는 김알지의 후손인 상주파(尙州派) 김예철(金禮哲)과 위원파(渭原派) 김달손(金達孫)이 존재한다.

## 참고 자료
- “결성김씨(結城金氏)”. 뿌리를 찾아서.[깨진 링크(과거 내용 찾기)]